# Jemenlijster
De jemenlijster (Turdus menachensis) is een zangvogel uit de familie lijsters (Turdidae). De vogel werd in 1913 geldig beschreven door  William Robert Ogilvie-Grant.

## Kenmerken
De vogel is 23 cm lang, ongeveer zo groot als een merel. Het mannetje is egaal olijfbruin van boven en wat lichter, meer grijsbruin van onder, met donkerbruine, smalle strepen die van de kin uitwaaieren over de borst. De vogel heeft een gele oogring, een gele snavel en vleeskleurige poten. Het vrouwtje is iets lichter van kleur en de snavel is doffer van kleur.

## Verspreiding en leefgebied
Deze soort komt voor in het berggebied in het westen van het Arabisch Schiereiland in Saoedi-Arabië en Jemen. Het leefgebied van de jemenlijster bestaat uit natuurlijk montaan bos en struikgewas (vooral Juniperus) op 1700 tot 3100 meter boven zeeniveau. De vogel wordt ook aangetroffen in tuinen en parken met exotische struiken.

## Status
De grootte van de populatie werd in 2017 door BirdLife International geschat op 20.000 paar. In Jemen nemen de populatie-aantallen af door habitatverlies. Het leefgebied wordt aangetast door ontbossing waarbij natuurlijk bos wordt gebruikt voor brandhout en terrassen, die in agrarisch gebruik waren, worden verlaten, waardoor de bodem erodeert. In Saoedi-Arabië is de vogel plaatselijk algemeen. De achteruitgang in aantallen werd mogelijk veroorzaakt door een tijdelijke droogteperiode. Daarom staat de vogel sinds 2016 niet meer als kwetsbaar, maar als gevoelig op de Rode Lijst van de IUCN.